# Internationaler Hans-Gabor-Belvedere-Gesangswettbewerb

Logo des Internationalen Hans Gabor Belvedere Gesangswettbewerbs

Der Internationale Hans-Gabor-Belvedere-Gesangswettbewerb (Eigenschreibweise Internationaler Hans Gabor Belvedere Gesangswettbewerb) ist ein Musikwettbewerb für klassischen Gesang, der von 1982 bis 2012 an der Wiener Kammeroper abgehalten wurde und seit 2013 als eigenständiger Verein weltweit Qualifikations- und Finalrunden organisiert. Der jährlich stattfindende Wettbewerb besitzt die Sparten Oper (und Operette), dabei werden Damen und Herren jeweils gemeinsam gewertet.

## Geschichte und Organisation
Der Gesangswettbewerb wurde 1982 von Hans Gabor (1924–1994) unter dem Namen Belvedere-Gesangswettbewerb ins Leben gerufen. Gabor, Gründer und langjähriger Leiter der Wiener Kammeroper, wollte damit einen praxisnahen Wettbewerb für junge Operntalente schaffen, mehr „Talentbörse auf höchstem Niveau“ als Kunst um der Kunst willen. Deshalb sollte die Jury nicht von Musikhochschullehrern und akademischen Ansprüchen dominiert sein, sondern von Fachleuten, die über den Einsatz und die Karriere von Sängern entscheiden: Intendanten von Opern und Festspielen, Musikveranstalter und Vertreter der Medien. Auch Künstleragenturen waren als Beobachter offiziell eingeladen. Der Wettbewerb startete mit dem Fokus auf Oper und wurde 1988 um einen Wettbewerb für Operette erweitert. In beiden Kategorien werden seitdem 1. bis 3. Preise vergeben, jeweils für Damen und Herren gemeinsam. Daneben gibt es eine Reihe von Sonderpreisen, einen Medien- und einen Publikumspreis.
Da sich der international ausgerichtete Wettbewerb schnell etablierte, ging die Zahl der Anmeldungen stark in die Höhe. Um den Wettbewerb in der zur Verfügung stehenden Zeit und mit einer realistischen Belastung für die Jury durchführen zu können, wurde 1992 ein mehrstufiges Wettbewerbsverfahren eingeführt. Während bei vielen anderen Gesangswettbewerben die über eine Wettbewerbseinladung entscheidende Vorauswahl anhand von eingesandten DVDs durchgeführt wird, findet die Vorauswahl beim Belvedere-Gesangswettbewerb in Präsenz-Wettbewerbsrunden in verschiedenen Städten statt. 1992 gab es Vorauswahl-Veranstaltungen in weltweit dreizehn Städten, 2012 waren es mehr als fünfzig Städte.

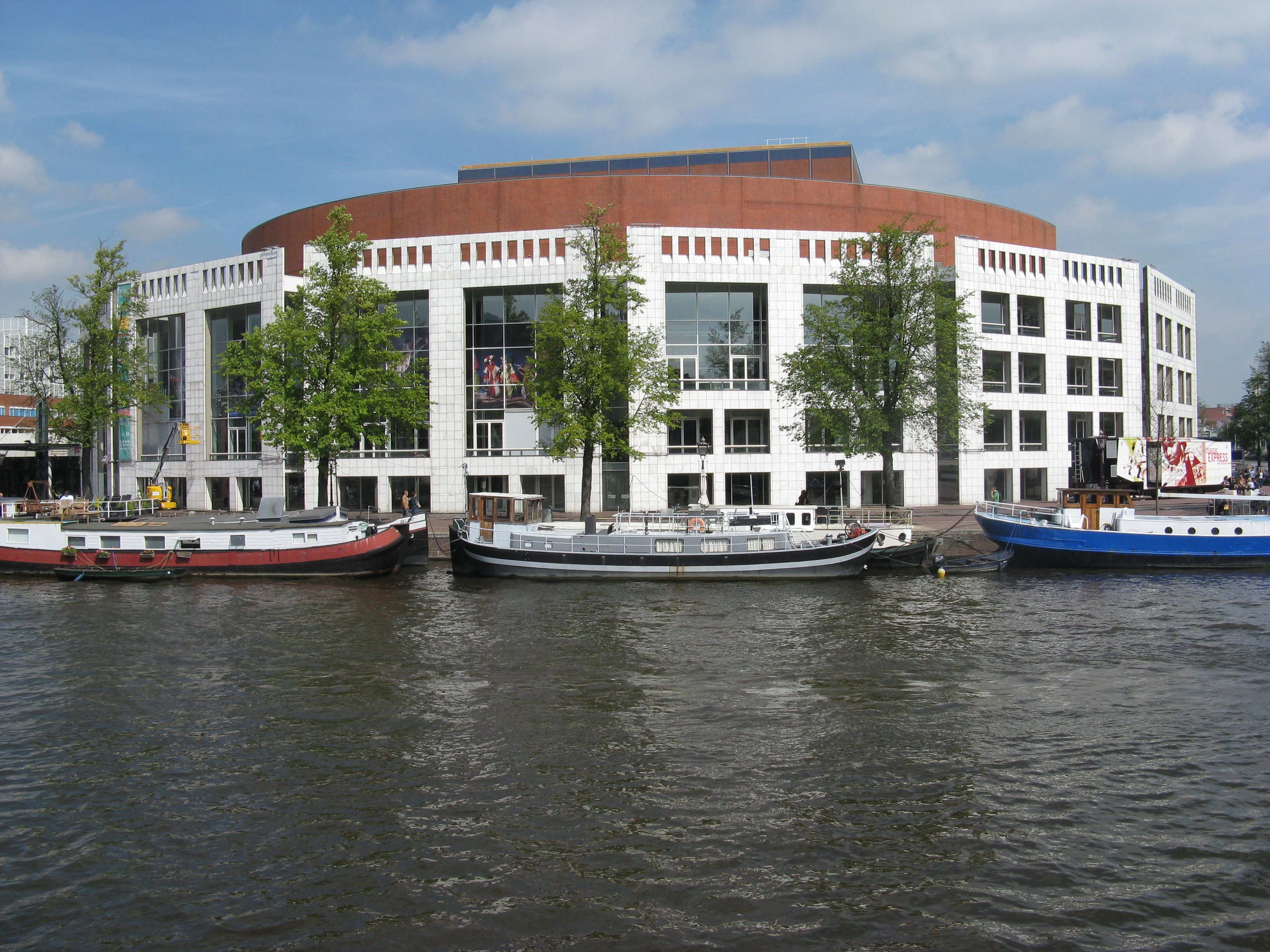
FINALE-Konzert des Belvedere-Gesangswettbewerbes am 6. Juli 2013: im Het Muziektheater Amsterdam

Dabei reist nicht die komplette Wiener Jury um die Welt, sondern die Vorauswahl-Runde findet unter Unterstützung der jeweiligen Gastgeberinstitutionen statt. In den deutschsprachigen Ländern fanden die Vorauswahl-Runden z. B. 2012 an der Deutschen Oper in Berlin, am Theater Erfurt, an der Musikhochschule Köln, an der Bayerischen Theaterakademie in München, am Stuttgarter Kammertheater, an der Grazer Oper, am Konservatorium Wien, an der Wiener Kammeroper und im Opernhaus Zürich statt. Die Sieger der Vorauswahl-Wettbewerbe werden zu Finalrunden (1. Runde, Semifinale, Finale) eingeladen (bis 2012 in Wien, 2013 in Amsterdam). 2012 ergingen 138 Einladungen nach Wien. 
1995 wurde der Wettbewerb im Andenken an den im Vorjahr verstorbenen Gründer in Hans-Gabor-Belvedere-Gesangswettbewerb umbenannt. Seit 1999 wird der Wettbewerb von Isabella Gabor (Witwe des Gründers) und Holger Bleck geleitet, die bis 2012 auch gemeinsam die Wiener Kammeroper führten.
Nach einem Semifinale erreichen ungefähr 20 Sänger und Sängerinnen den Finalwettbewerb. Bis 2012 fand das öffentliche Abschlusskonzert im Wiener Rathaus und ein Galakonzert der Preisträger im Stadttheater des niederösterreichischen Baden statt.
Seit 2013 finden die Finalrunden, die bislang in Wien beheimatet waren, alternierend an den wichtigen Opernhäusern der Welt statt. 2013 wurde mit Amsterdam gestartet. Präsenz-Wettbewerbsrunden (Vorauswahlen) werden weiterhin weltweit zwischen März und Juni eines Jahres abgehalten.

## Preisträger
Preisträger, die einen 1. Preis erreichten, waren:

### Wettbewerbe 2010–2019
- 2019 (38. Wettbewerb in Villach, Österreich): Valeriia Savinskaia[4]
- 2018 (37. Wettbewerb in Jūrmala, Lettland): Sungho Kim[5]
- 2017 (36. Wettbewerb in Moskau): Aigul Akhmetshina[6]
- 2016 (35. Wettbewerb in Kapstadt, mit dem Abschlusskonzert an der Cape Town Opera): Nicholas Brownlee[7]
- 2015 (34. Wettbewerb in Amsterdam): Levy Sekgapane[8]
- 2014 (33. Wettbewerb in Düsseldorf): Irina Churilova[9]
- 2013 (32. Wettbewerb in Amsterdam): Dong-Hwan Lee[10]
- 2012 (31. Wettbewerb): Beomjin KIM (Oper)
- 2011 (30. Wettbewerb): Rachel Willis-Sørensen (Oper)
- 2010 (29. Wettbewerb): Antonio Poli (Oper), Yitian Luan (Operette)

### Wettbewerbe 2000–2009
- 2009 (28. Wettbewerb): Pretty Yende (Oper und Operette)
- 2008 (27. Wettbewerb): Guanqun Yu (Oper), Naomi O’Connell (Operette)
- 2007 (26. Wettbewerb): Angela Meade (Oper und Operette)
- 2006 (25. Wettbewerb): Brian Mulligan (Oper), Iurie Ciobanu (Operette)
- 2005 (24. Wettbewerb): Adriana Kucerová (Oper), Janja Vuletic (Operette)
- 2004 (23. Wettbewerb): Ilya Kuzmin (Oper), Alice Goulipian (Operette)
- 2003 (22. Wettbewerb): Laquita Mitchell (Oper), 1. Operettenpreis nicht vergeben
- 2002 (21. Wettbewerb): Burak Bilgili (Oper), Arpiné Rahdjian (Operette)
- 2001 (20. Wettbewerb): Woo-Kyung Kim (Oper), Christiane Kohl (Operette)
- 2000 (19. Wettbewerb): Matthias Rexroth (Oper), Kristiane Kaiser (Operette)

### Wettbewerbe 1990–1999
- 1999 (18. Wettbewerb): Anna Lorenc (Oper), Dietmar Kerschbaum (Operette)
- 1998 (17. Wettbewerb): Anke Vondung (Oper), Romana Noack (Operette)
- 1997 (16. Wettbewerb): Stuart Skelton (Oper), 1. Operettenpreis nicht vergeben
- 1996 (15. Wettbewerb): Vladimir Atanelishvili (Oper), Marie Devellereau (Operette)
- 1995 (14. Wettbewerb): Marina Mescheriakowa (Oper), Gerhard Siegel (Operette)
- 1994 (13. Wettbewerb): Stanislaw Schwez (Oper), Sally du Randt (Operette)
- 1993 (12. Wettbewerb): Anna Rita Taliento (Oper), Althea Maria Papulias (Operette)
- 1992 (11. Wettbewerb): Detlef Roth (Oper), Laura Claycomb (Operette)
- 1991 (10. Wettbewerb): Adina-Cristina Nitescu (Oper), 1. Operettenpreis nicht vergeben
- 1990 (9. Wettbewerb): Woiciech Drabowicz (Oper), Simina Badea (Operette)

### Wettbewerbe 1982–1989
- 1989 (8. Wettbewerb): Peter Edelmann (Oper), Silvana Dussmann (Operette)
- 1988 (7. Wettbewerb): María Bayo (Oper), Ildikó Raimondi-Szabo (Operette)
- 1987 (6. Wettbewerb): Trond Halstein Moe (Oper)
- 1986 (5. Wettbewerb): Jolanta Wrozyna (Oper)
- 1985 (4. Wettbewerb): Carsten Harboe Stabell (Oper)
- 1984 (3. Wettbewerb): Jianyi Zhang (Oper)
- 1983 (2. Wettbewerb): Harrie Peters (Oper)
- 1982 (1. Wettbewerb): John Hurst (Oper)